# Montanoa
 Montanoa  Cerv., 1825  è un genere di piante spermatofite dicotiledoni appartenenti alla famiglia delle Asteraceae (sottofamiglia Asteroideae, tribù Helenieae, unico genere della sottotribù  Montanoinae .

## Etimologia
Il nome di questo genere è stato definito per la prima volta dal medico e botanico spagnolo Vicente Cervantes Mendo nella pubblicazione "Novorum Vegetabilium Descriptiones di La Llave & Lexarza - 2: 11" del 1825 e fa riferimento probabilmente all'habitat tipico delle piante del genere.

La sottotribù  Montanoinae  è stata definita dal botanico Harold Ernest Robinson nella pubblicazione “Phytologia; Designed to Expedite Botanical Publication. New York - 41(1): 42 ” nel 1978.

## Descrizione

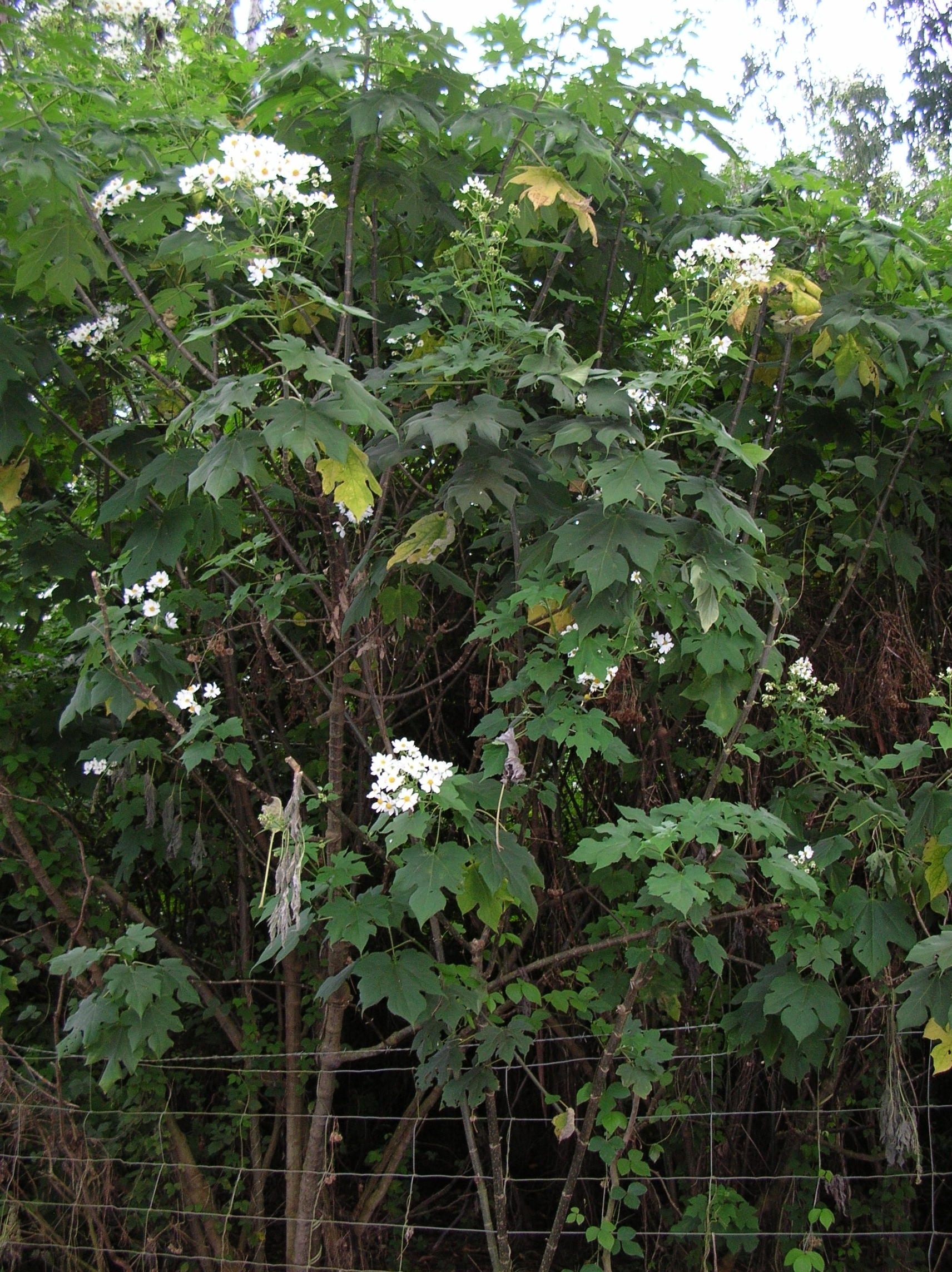
Montanoa hibiscifolia
Il portamento

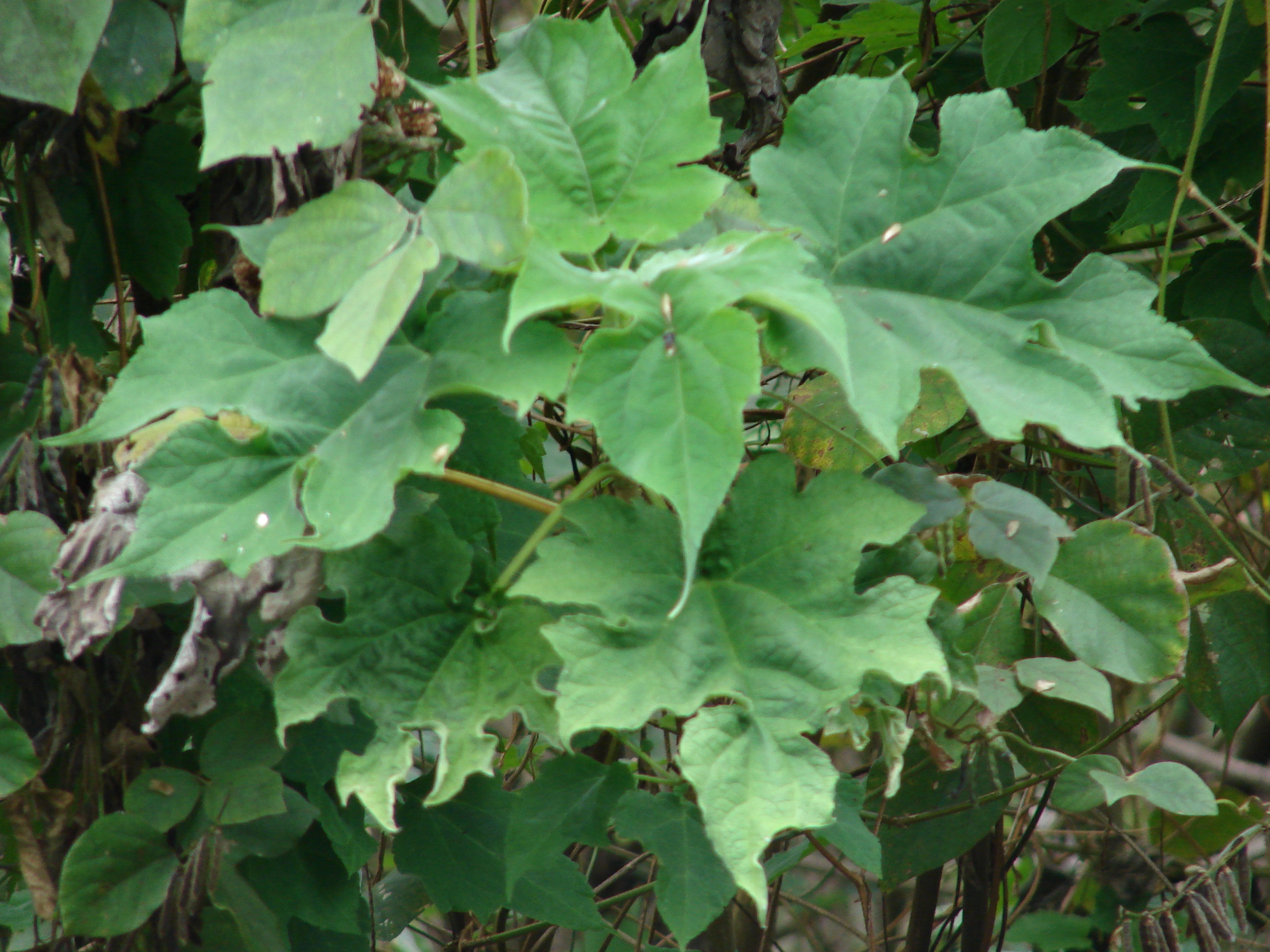
Montanoa hibiscifolia
Le foglie

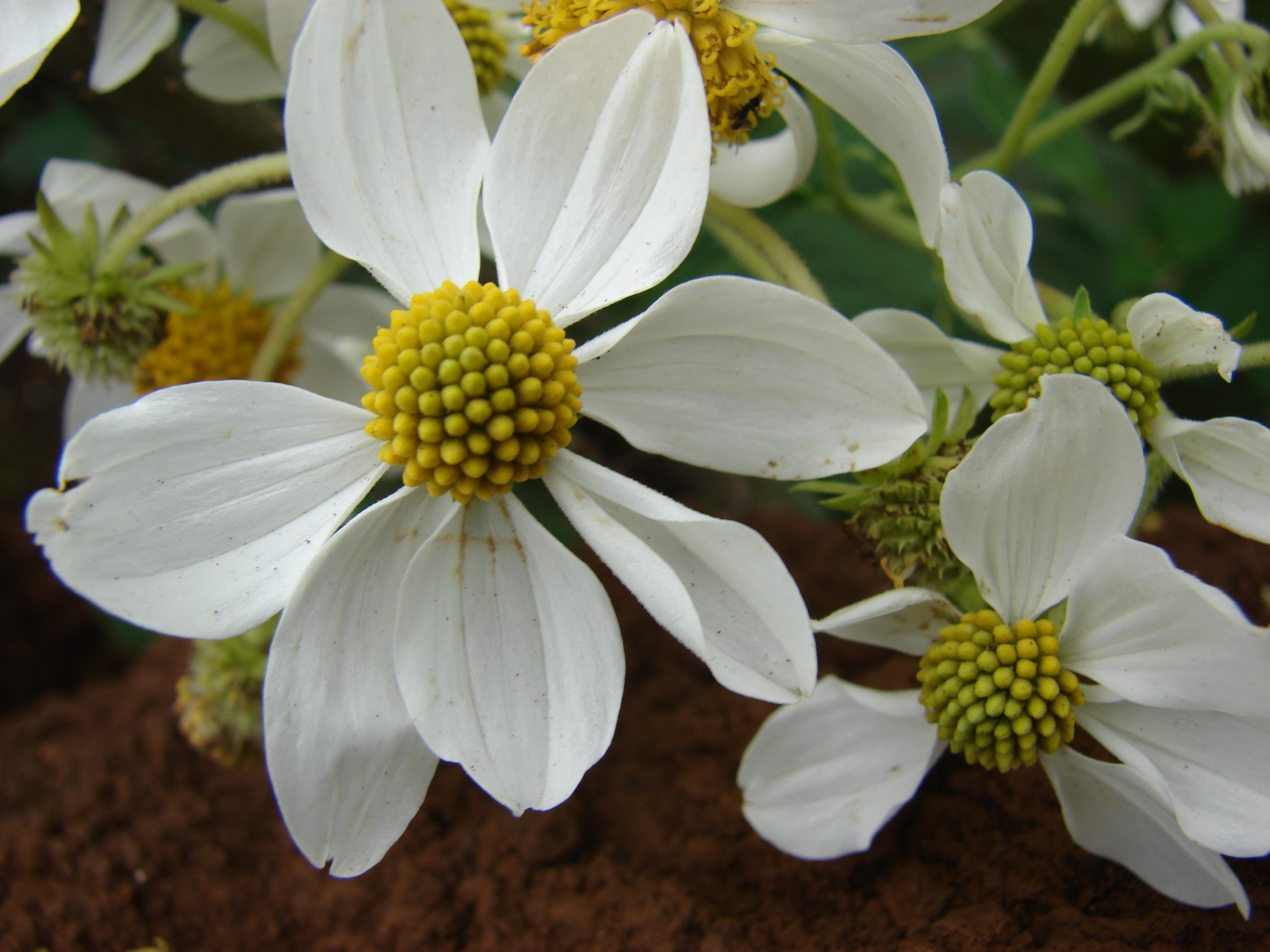
Montanoa hibiscifolia
Il capolino

Le specie di questo genere hanno un habitus erbaceo (a ciclo biologico perenne) o arbustivo; in questo genere sono presenti anche alberi.
Le foglie lungo il caule sono disposte in modo opposto e sono picciolate. Le lamine delle foglie hanno per lo più una forma ovata con contorno intero o pennatifido. La superficie è trinervata (raramente con 5 - 7 nervature).
Le infiorescenze sono composte da capolini terminali in raggruppamenti panicolati o corimbosi o in cime tirsoidi. I capolini a forma radiata (raramente discoide) sono formati da un involucro composto da diverse squame (o brattee) al cui interno un ricettacolo fa da base ai fiori di due tipi: quelli esterni del raggio e quelli più interni del disco. Gli involucri sono emisferici. Le squame sono 3 - 7 disposte su 1 - 2 serie e sono subuguali. Il ricettacolo ha una forma convessa con delle pagliette a protezione della base dei fiori che dopo l'antesi crescono ulteriormente e avvolgono gli acheni.
I fiori sono tetraciclici (a cinque verticilli: calice – corolla – androceo – gineceo) e pentameri (ogni verticillo ha 5 elementi). I fiori del raggio sono sterili con corolle colorate color crema o bianco-crema; la superficie è papillosa. I fiori del disco sono ermafroditi, raramente funzionalmente maschili; le corolle (pentamere) sono colorate di giallo, verde-giallo, grigiastro o crema e sono prive di fasci vascolari interni; i lobi sono triangolari con stomi sulla superficie esterna (sono papillosi all'interno).
L'androceo è formato da 5 stami con filamenti liberi e antere saldate in un manicotto circondante lo stilo. Le teche delle antere sono nere o gialle con appendici a forma ovata; sulla superficie sono presenti dei tricomi ghiandolari; le cellule dell'endotecio sono corte.
Il gineceo ha un ovario uniloculare infero formato da due carpelli.. Lo stilo è unico e con due stigmi nella parte apicale; possiede inoltre due fasci vascolari. Le superfici stigmatiche degli stigmi sono divise; gli stigmi sono deltati e con appendici lineari.
I frutti sono degli acheni con pappo. Gli acheni sono debolmente da compressi a obconici; raramente a sezione quadrata; in genere sono colorati da nero a marrone scuro, sono striati, e sono da glabri a sparsamente pubescenti. Il pappo è assente

## Distribuzione
La distribuzione delle specie di questo genere è centrata soprattutto nel Messico, America Centrale, America Meridionale e in particolare nel Perù.

## Tassonomia
La famiglia di appartenenza del genere (Asteraceae o Compositae, nomen conservandum) è la più numerosa del mondo vegetale, comprende oltre 23000 specie distribuite su 1535 generi (22750 specie e 1530 generi secondo altre fonti). Il genere Montanoa è formato da circa 25 e più specie.

Il numero cromosomico del genere è: 2n = 38.

### Sinonimi
L'entità di questa voce ha avuto nel tempo diverse nomenclature. L'elenco seguente indica alcuni tra i sinonimi più frequenti:
- Montagnaea DC.
- Eriocoma  Kunth
- Uhdea  Kunth
- Eriocarpha  Cass.